# Basileucus venturii
Basileucus venturii là một loài tò vò trong họ Ichneumonidae.